# Сора (Kingdom Hearts)
Сора (яп. ソラ Сора, англ. Sora) — вымышленный персонаж, главный герой серии игр Kingdom Hearts. Впервые появился в игре Kingdom Hearts в 2002 году. Сора — жизнерадостный и дружелюбный мальчик с Островов Судьбы. Его лучшие друзья — Рику (яп. リク, англ. Riku) и Каири (яп. カイリ, англ. Kairi). Когда они собрались в путешествие к другим мирам, на Острова Судьбы (яп. デスティニーアイランド дэсутини: айрандо, англ. Destiny Islands) напали существа, известные как Бессердечные (яп. ハートレス ха:торэсу, англ. Heartless), отделив Сору от его друзей. Сражаясь с ними, Сора получает Ключ-Клинок (яп. キーブレード ки:бурэ:до, англ. Keyblade) — оружие для борьбы с тьмой. По пути Сора встречает Дональда Дака и Гуфи, находящихся в поисках Короля. Вместе они путешествуют между мирами, чтобы найти Рику, Каири и Короля. Сора появлялся практически во всех играх серии, а также в манге и в ранобэ по мотивам игр.
Дизайн Соры был создан Тэцуей Номурой, когда сотрудники The Walt Disney Company и Square обсуждали, кто будет главным героем первой Kingdom Hearts. Номура хотел, чтобы у серии был собственный главный герой, и он делал его наброски, пока не получил одобрение Disney. Сам Номура утверждает, что Сора — его любимый персонаж из тех, чей дизайн он создавал. В серии игр Сору озвучивали Хэйли Джоел Осмент в английской версии и сэйю Мию Ирино в японской версии. В детстве его озвучивают Такуто Ёсинага в японской версии и Люк Манрикез в английской версии. Как персонаж, Сора получил одобрение критиков, и он нередко занимает места в списках популярных персонажей компьютерных игр.

## Сюжет

### Описание персонажа
Сора выглядит, как мальчик с коричневыми торчащими волосами и синими глазами. В первой Kingdom Hearts он одет в красную рубашку, поверх которой одет чёрный пиджак с белыми рукавами, красные шорты и большие ботинки жёлтого цвета, а на руках у него белые перчатки с обрезанными пальцами. В некоторых мирах Дональд Дак меняет с помощью своей магии внешний вид Соры, к примеру, в Атлантике (яп. アトランティカ аторантика, англ. Atlantica), основанной на мультфильме «Русалочка», у Соры вместо ног появляется русалочий хвост, и вместе с тем он получает возможность свободно плавать. После того, как Сора проснулся после годовой спячки в начале Kingdom Hearts II, три феи, Флора, Фауна и Мэривеза дают ему новую одежду, так как из старой Сора вырос. Теперь он одет в чёрно-красную рубашку, поверх которой одет чёрный пиджак с капюшоном, чёрные мешковатые шорты и большие жёлто-чёрные ботинки, на руках — чёрные перчатки без пальцев. Во время боя в Kingdom Hearts II, когда Сора использует Драйв-формы, цвет его одежды меняется. В Kingdom Hearts 3D: Dream Drop Distance его внешний вид похож на тот, что из первой Kingdom Hearts, однако белые рукава на пиджаке, белые перчатки и красная рубашка стали чёрными. Его оружие — Ключ-Клинок, представляет собой помесь большого ключа и меча. У Ключ-Клинка Соры есть брелок, на конце которого находится силуэт Скрытого Микки. Сора может по желанию пристегнуть другой брелок, вместе с этим поменяются внешний вид и свойства Ключ-Клинка. Стандартный Ключ-Клинок Соры называется Королевским Ключом.
По характеру Сора достаточно жизнерадостен и оптимистичен. Он очень преданный и выше всего ценит дружбу, объясняя это тем, что друзья дают ему силы сражаться. Как следствие, враги часто используют его друзей в качестве приманки, чтобы заманить главного героя в ловушку. Хотя Сора на самом деле не избранник Ключ-Клинка, его действия заставляют окружающих верить, что он таковым является.

### История

#### Kingdom Hearts
В начале первой Kingdom Hearts Сора живёт на Островах Судьбы вместе со своими двумя лучшими друзьями: Рику и Каири. Они хотели втроём начать путешествие к другим мирам, но внезапно на острова напали существа, являющиеся воплощениями тьмы — Бессердечные, разделив трёх друзей. Сора проваливается во тьму, но тут непонятный голос говорит ему, что ему нечего бояться, и в руках у Соры появляется Ключ-Клинок. После этого Сора оказывается в Перекрёстном Городе (яп. トラヴァースタウン торава:су таун, Traverse Town), где встречает Леона. Леон объясняет Соре, что Ключ-Клинок — единственный способ окончательно победить Бессердечных. Потом Сора встречает Дональда Дака и Гуфи. Гуфи и Дональд помогают Соре искать Рику и Каири, в то время как Сора помогает им искать Короля. Сора, Дональд и Гуфи отправляются в путешествие между мирами на корабле Гамми (англ. Gummi Ship), в каждом мире Сора запечатывает Замочную скважину, тем самым защищая миры от уничтожения Бессердечными. Соре противостоит группа диснеевских злодеев, возглавляемых Малефисентой, которые пытаются захватить семь Принцесс Сердца — семь девушек, в сердцах которых нет ни капли тьмы — чтобы получить доступ к Королевству Сердец (яп. キングダムハーツ кингудаму ха:цу, англ. Kingdom Hearts), источнику безграничной мощи. Среди злодеев — Рику, заключивший сделку с Малефисентой: она помогает ему найти Каири, а Рику становится на её сторону. Малефисента заставляет Рику усомниться в Соре — якобы Сора променял его и Каири на новых друзей и Ключ-Клинок. Прибыв в Пустой Бастион (яп. ホロウバスティオン хороу басутион, англ. Hollow Bastion), штаб-квартиру Малефисенты, Сора сражается с ней и побеждает её, однако впоследствии встречает странно ведущего себя Рику с другим Ключ-Клинком. Найдя тело Каири без сердца, Сора узнаёт, что в Рику вселился Ансем Искатель Тьмы (яп. 闇の探求者 アンセム ями но танкю:ся ансэму, Ansem, Seeker of Darkness). Ансем объясняет Соре, что Каири — седьмая Принцесса Сердца, что Ключ-Клинок Ансема сделан из сердец Принцесс Сердца, и что её сердце всё время, начиная с Островов Судьбы, было внутри Соры. Победив Ансема, Сора пронзает себя его Ключ-Клинком, выпуская своё сердце и сердце Каири. Сердце возвращается к Каири, а Сора становится Бессердечным. Каири узнаёт в Бессердечном Сору, и её свет превращает его обратно в человека. Сора решает сразиться с Ансемом. Отведя Каири в безопасное место, Сора отправляется на Край Мира (яп. エンド・オブ・ザ・ワールド эндо обу дза ва:рудо, End of the World), который представляет собой остатки миров, уничтоженных Бессердечными. Там Сора побеждает Ансема, пытающегося захватить Королевство Сердец. Когда дверь к Королевству Сердец открывается, оттуда идёт свет, который уничтожает Ансема. Так как за дверью находятся орды Бессердечных, Король и Сора закрывают дверь с помощью своих Ключ-Клинков с обеих сторон, с другой стороны двери остаются Король и Рику. Миры, уничтоженные тьмой, возрождаются, в том числе и Острова Судьбы. Каири возвращается домой, а Сора вместе с Дональдом и Гуфи отправляется искать Рику и Короля, обещая Каири вернуться как можно скорее.

#### Chain of Memories
В Kingdom Hearts: Chain of Memories, служащей прямым продолжением первой игры, поиски приводят Сору в Замок Забвения (яп. 忘却の城 бо:кяку но сиро, англ. Castle Oblivion). Поднимаясь по этажам Замка, Сора заново переживает свои искажённые воспоминания о различных диснеевских мирах, в которых он побывал в первой игре. Чем дальше Сора уходит в замок, тем больше воспоминаний он теряет. Как выясняется, воспоминаниями Соры управляла девочка по имени Намине (яп. ナミネ наминэ, англ. Naminé), которую насильно заставляла это делать Организация XIII (яп. XIII機関 дзю:сан кикан, англ. Organization XIII) — группа людей в чёрных мантиях, преследующая неизвестные цели. Они хотели изменить память Соры и заставить его, как обладателя Ключ-Клинка, сражаться на своей стороне. После того, как все члены Организации XIII, находившиеся в замке, были повержены, Намине решает восстановить память Соры, Дональда и Гуфи, однако при этом они забывают всё, что произошло в замке. Для этого им нужно проспать некоторое время в Замке Забвения. Перед сном Сора и Намине обещают друг другу, что, если они ещё встретятся, то станут друзьями.

#### Kingdom Hearts II
Сора, Дональд и Гуфи просыпаются в начале Kingdom Hearts II в Сумеречном Городе (яп. トワイライトタウン товаирайто таун, англ. Twilight Town) после того, как Несуществующий (яп. ノーバディ но:бади, англ. Nobody) Соры Роксас (яп. ロクサス Рокусасу, англ. Roxas), появившийся в результате превращения Соры в Бессердечного и являющийся его телом, сливается с ним обратно. Сора встречается с волшебником Йеном Сидом, учителем Короля Микки, который рассказывает ему о Организации XIII и о подчинённых ей Несуществующих, и что её надо остановить. Сора, Дональд и Гуфи вновь отправляются в путешествие искать Короля и Рику, в различных мирах сражаясь с членами Организации XIII, а также с Малефисентой, её подручным Питом и их подчинёнными. Аксель, бывший член Организации XIII, похищает Каири, чтобы заманить Сору к себе и превратить его в Бессердечного, чтобы Роксас, его друг в Организации, возродился, однако Каири перехвачена Организацией и заточена в Мире, которого никогда не было (яп. 存在しなかった世界 сондзай синакатта сэкай, англ. The World That Never Was), штаб-квартире Организации XIII. Сора, узнав об этом, бежит спасать Каири, проникая в Мир, которого никогда не было через тайный ход в Сумеречном городе. Когда в нём на Сору нападают орды Несуществующих, Аксель, желая искупить свою вину, жертвует собой, чтобы открыть ему путь. Ксемнас (яп. ゼムナス Дзэмунасу, англ. Xemnas), лидер Организации XIII, пытался манипулировать Сорой, чтобы он уничтожал Ключ-Клинком Бессердечных, выпускал их сердца, и таким образом, неосознанно помогая ему собрать новое Королевство Сердец. К Соре, Дональду и Гуфи присоединяются Король Микки и Рику, и вместе с оказавшейся здесь Намине они освобождают Каири. Сора и Рику отделены от остальных и побеждают Ксемнаса, а затем возвращаются на Острова Судьбы, где встречают Дональда, Гуфи, Короля Микки и Каири, которая слилась со своей Несуществующей Намине.

#### 358/2 Days, coded и Birth by Sleep
Во время событий Kingdom Hearts 358/2 Days, действие которой происходит между первой и второй частью серии, Сора спит в Замке Забвения, так как его воспоминания восстанавливает Намине. В Kingdom Hearts coded, события которой разворачиваются после Kingdom Hearts II, сам по себе Сора почти не появляется, а главным героем является его цифровая копия, путешествующая по виртуальной копии миров, по которым путешествовал настоящий Сора, созданной Королём Микки на основе данных из дневника Джимини. Цель виртуального Соры — узнать, откуда в дневнике сверчка Джимини взялась загадочная надпись, которую он не писал: «Мы должны вернуться и прекратить их страдания». В конце концов выясняется, что эту надпись оставила Намине, которая, восстанавливая память Соры, обнаружила у него связь с несколькими людьми, которые нуждаются в помощи. Сора появляется вместе с Рику на Островах Судьбы в Kingdom Hearts Birth by Sleep, действие которой происходит за десять лет до начала сюжета первой части. После того, как Мастер Ксеханорт (яп. マスター・ゼアノート Масута: Дзэано:то, англ. Master Xehanort) извлёк из сердца Вентуса (яп. ヴェントゥス Вэнтусу, англ. Ventus), одного из главных героев Birth by Sleep, всю тьму и превратил её в Ванитаса (яп. ヴァニタス Ва:нитасу, англ. Vanitas), чтобы стравить их и создать χ-клинок, сверхмощный Ключ-Клинок, сердце Вентуса было повреждено, поэтому Ксеханорт хотел оставить его умирать на Островах Судьбы. Сердце Вентуса установило связь с сердцем новорождённого Соры и таким образом исцелилось. Связь между сердцами Соры и Вентуса привела к тому, что лицо Ванитаса под маской стало почти таким же, как у Соры. Четыре года спустя, когда Вентус потерял сердце в финальной битве против Ванитаса, оно поселилось внутри Соры, тем самым даровав ему способность пользоваться Ключ-Клинком. Кроме Вентуса, Сора должен спасти его друзей Акву (яп. アクア Акуа, англ. Aqua) и Терру (яп. テラ Тэра, англ. Terra), а также Роксаса, Ксион (яп. シオン Сион, англ. Xion), Акселя и Намине. Узнав об их судьбе из письма Короля Микки уже после действия Kingdom Hearts II, Сора решает найти способ их спасти и отправиться в новое путешествие.

#### Dream Drop Distance
В Kingdom Hearts 3D: Dream Drop Distance Сору вместе с Рику вызывает Йен Сид, чтобы они прошли экзамен на звание Мастера Ключ-Клинка. Их обоих посылают в Реальность Сна, чтобы они пробудили несколько спящих миров, однако после успешного выполнения задания сердце Соры повреждено Ксемнасом, а возродившийся после смерти своих Несуществующего Ксемнаса и Бессердечного Ансема Мастер Ксеханорт пытается превратить Сору в одного из тринадцати хранителей осколка своего сердца, иными словами, превратить его в своего клона. Рику удаётся спасти, а затем пробудить Сору от комы, в которую тот впал после битвы с Ксемнасом. Когда Сора просыпается у Йена Сида, тот признаёт только Рику Мастером Ключ-Клинка. Сора, не унывая из-за своей неудачи, поздравляет Рику, и отправляется в путешествие, чтобы набраться опыта.

## Создание и дизайн

Ранний набросок Соры, сделанный Тэцуей Номурой. От окончательной версии он отличается главным образом наличием у него львиного хвоста и цепной пилой вместо Ключ-Клинка в качестве оружия

Дизайном Соры занимался Тэцуя Номура. По его словам, изначально планировалось, что у игры Kingdom Hearts не будет собственного главного героя: Disney хотела, чтобы главным героем стал Дональд Дак, а Square видела на месте протагониста Микки Мауса. Номуре не понравилось ни то, ни другое: он хотел, чтобы у игры был свой собственный главный герой. В результате он создал Сору, однако его дизайн сильно отличался от окончательного: вместо Ключ-Клинка оружием Соры было нечто похожее на цепную пилу (или даже бензопилу). По словам Номуры, когда он показал эти наброски Соры с пилой сотрудникам Disney, «у всех в комнате сразу застыли лица, и никто не проронил ни слова», и Номура подумал, что лучше бы доработать дизайн. В итоге вместо пилы Соре был дан Ключ-Клинок в качестве оружия. Стиль одежды Соры делался с оглядкой на Микки Мауса, поэтому Сора, как и Микки Маус, носит красные шорты, белые перчатки и большие жёлтые ботинки, по словам Номуры, это было следствием нереализованного желания Square сделать главным героем Микки. Номура добавил хвост, так как, по его мнению, Сора так бы лучше вписывался в диснеевский антураж, но всё же убрал его, чтобы избежать сходства Соры с главным героем Final Fantasy IX Зиданом Трайбалом. Переговорив со стороной Disney, Номура переработал внешность Соры и завершил её за одну ночь.
Одна из основных мыслей, которой придерживался Номура при создании главного героя, было то, что он обычный мальчик, а не какое-то сверхсущество. Номура хотел через Сору донести игрокам идею, что может, они и не столь важны в жизни, но они могут стать значимыми, если будут совершать великие поступки. Он утверждает, что в особенности подчеркнул это в концовке Birth by Sleep, где появляется Сора. На ранних стадиях разработки Birth by Sleep Номура думал сделать так, чтобы Вентус был предыдущей реинкарнацией Соры, но впоследствии отказался от этой идеи, так как за пределами Японии она могла быть не понята.
Номура утверждает, что имя «Сора» взято из японского языка, где оно переводится, как «небо» (яп. 空). Номура специально подобрал это слово, так как он считал, что оно лучше всего подходит к его характеру и роли в сюжете. Кроме того, это показывает его связь с его лучшими друзьями Рику и Каири, чьи имена переводятся с японского, как «земля» и «море» соответственно. По словам Номуры, у Соры такой характер, что он всегда готов помочь, поэтому он легко заводит друзей. Сора — любимый персонаж Номуры из тех, чей дизайн он создавал: Номура считает его «особенным».
После выхода первой Kingdom Hearts Номура задумался о том, как объяснить тот факт, что в Kingdom Hearts II Сора с высоким уровнем и множеством способностей вдруг потерял их и игрокам приходится прокачивать его заново. В итоге он придумал, что в Chain of Memories Сора почти полностью теряет память, и, как следствие, все способности. В Chain of Memories Сора попадает в различные миры из своих воспоминаний но среди этих миров — Сумеречный Город, в котором он не бывал. Этот факт был объяснён в Kingdom Hearts II — это были воспоминания Роксаса, Несуществующего Соры. Команда разработчиков Kingdom Hearts II рассказала, что у аниматоров были трудности с анимированием Драйв-формы Соры «Форма Мудрости». После выхода Kingdom Hearts II Номура решил пока не использовать Сору в качестве главного героя, чтобы лучше раскрыть других персонажей серии. События Kingdom Hearts coded и Birth by Sleep указали на то, что с Сорой связана одна тайна, которая будет раскрыта в Kingdom Hearts III. Номура опроверг слухи о том, что история Соры завершится в Kingdom Hearts III, утверждая, что Сора и дальше будет главным героем, и останется таковым до конца серии.

## Отзывы и значимость
Сора фигурирует в различной сопутствующей продукции по Kingdom Hearts. Существует множество экшен-фигуркок изображающих Сору как из Kingdom Hearts и Kingdom Hearts II, так и в других его вариантах. Другие товары включают в себя плюшевые игрушки, ювелирные украшения, брелоки и одежду для косплея.
В январе 2010 года японский журнал Famitsu по результатам читательского опроса поместил Сору на пятое место в списке самых популярных персонажей всех времён. Сора, будучи очень популярным, попал на обложку #1105 номера журнала. UGO Networks пометил Сору на девятнадцатое место в списке 25 персонажей японских ролевых игр, отметив, что он интересен и харизматичен. Хотя Electronic Gaming Monthly и не поместил его в десятку персонажей игр, Сора едва туда не попал. В 2010 году ASCII Media Works провела опрос, в котором поклонникам предлагалось проголосовать за персонажа игры, аниме или манги, чьё имя они хотели бы дать своим детям. По результатам опроса, имя «Сора» оказалось на втором месте в списке мужских имён. Судя по опросу Famitsu 2011 года, Сора — самый популярный персонаж Kingdom Hearts, а его битва с Роксасом была признана лучшей сценой в серии. Он также занял 15-е место в опросе Game Informer, где выбирались лучшие персонажи игр 2000-х годов.
Сора главным образом получил одобрительные отзывы. Когда Сора впервые появился в 2002 году, GameSpot отметил смешение стилей Square и Disney в его образе. Журналист 1UP.com назвал Сору своим любимым персонажем из игр Square, отметив его оптимистичный взгляд на жизнь. Сайт Gamasutra сравнил историю с мифологией Древнего Египта, а Сора был сравнен с богиней Исидой. IGN одобрительно высказался о персонаже, отмечая что он, обычный мальчик, смог выдержать столько трудностей, и всё во имя дружбы, а RPGFan счёл, что персонаж достаточно легко может понравиться. Более того, в книге «Interactive Storytelling for Video Games: A Player-Centered Approach to Creating Memorable Characters and Stories» отмечено, что Сора, хотя и является «типичным героем», он кажется более правдоподобным, когда показаны его переживания по поводу друзей. Хэйли Джоэл Осмент, озвучивающий Сору в английских версиях игр, также получил положительные отзывы: Gaming Target счёл его голос идеально подходящим персонажу. GameZone также отметил хорошую работу Осмента, а по поводу самого персонажа утверждает следующее «у Соры есть то, что редко попадается в персонажах игр, а именно, глубина». Game Informer счёл, что в Kingdom Hearts II Осмент озвучил Сору лучше, чем в первой части. IGN включил Сору в список желаемых персонажей для файтинга-кроссовера Super Smash Bros. Brawl от Nintendo.
Allgame одобрил превращения Соры в различных мирах в Kingdom Hearts II, так как они очень разнообразны. Телеканал G4TV счёл развитие Соры в течение серии благоприятным явлением, Computer and Video Games счёл, что движения Соры во время исполнения в Kingdom Hearts II специальных приёмов «Команды реакции» (англ. Reaction Commands) достаточно сильно впечатляют, они, по мнению обозревателей, «чересчур предсказуемы и прямолинейны». RPGamer отметил, что во второй части Сора сражается, как «акробатически подкованный боец», в то время как в первой Kingdom Hearts он выглядит неуклюжим, и оценил превращение Соры во львёнка в мире, основанном на мультфильме «Король Лев». Его новый дизайн из второй части был тепло встречен GameSpy, который отметил, что одежда Соры из первой части выглядит, «как будто взята из гардероба Микки Мауса». GamesRadar выразил схожее мнение, в особенности обратив внимание на превращения Соры и его новые способности. Хотя IGN хорошо высказался о взрослении Соры в Kingdom Hearts II, в своей статье сайт высказал мнение, что, чтобы сделать Kingdom Hearts III интереснее, нужно развивать Сору в дальнейшем. Обсуждая роль Соры в дальнейших играх серии, GamesRadar отмечал, что раз Сора взрослеет, то и сюжет должен стать более взрослым.
С другой стороны, Сора также получил и отрицательные отзывы. Он занял третье место в списке самых раздражающих героев ролевых игр по версии 1UP.com, где обозреватель его назвал «Микки Маусом в человеческом обличье», подверг критике его одежду из первой части, взаимоотношения с Рику и Каири, и счёл его менее популярным, чем фигурировавшие в серии диснеевские персонажи. В январе 2007 года портал Game Informer счёл Сору самым идиотским персонажем 2006 года, в качестве примера приведя песни в мире, основанном на мультфильме «Русалочка». GameDaily счёл Сору «типичным героем с торчащими волосами», как утверждает журналист, такие герои стали появляться в ролевых играх чаще с момента выхода Final Fantasy VII.